# Новая бедность
Новая бедность — многозначное словосочетание, описывающее совокупность различных явлений, связанных с изменением представлений о бедности.
Словосочетание используется не только исследователями, но и журналистами, и его понимание зависит от контекста. Словосочетание «новая бедность» возникло в последние десятилетия и по-разному понимается в разных странах, и в разные периоды времени. В России новой бедностью называли бедность, возникшую после рыночных реформ 1990-х годов; изменение относительных представлений о достатке и нормальном уровне жизни, возникшее в 2000-х годах в результате экономического роста; снижение уровня жизни в 2010-х годах на фоне экономических проблем. В других странах также используется словосочетание новая бедность. Например, в Великобритании новой бедностью иногда называют снижение уровня жизни в результате сворачивания социального государства. В аналогичном контексте феномен новой бедности исследовался применительно и к странам Европейского сообщества, и к США. Кроме того, существуют опасения, что к новой бедности может привести рост продолжительности жизни.

## Россия
В России изменение представлений о бедности (новую бедность) связывают с несколькими событиями:
- рыночными реформами начала 1990-х годов;
- экономическим ростом 2000-х годов;
- экономическими проблемами 2010-х годов.

Рыночные реформы 1990-х привели к сворачиванию многих социальных программ, существовавших в Союзе ССР. В частности, занятость перестала быть обязательной (см. Борьба с тунеядством в СССР), возникла безработица, которая усугублялась экономическим спадом. Государственное социальное обеспечение было заменено различными формами социального страхования, которые в большей степени соответствовали рыночным условиям. В результате сформировался класс новых бедных. Отмечается, что новые бедные представляют собой обычные домохозяйства, которые раньше вели такой же образ жизни, что и основная часть общества. Большинство из них работают в бюджетной сфере. В свою очередь, старые бедные — это представители домохозяйств, которые и в до реформ являлись бедными: многодетные семьи, матери-одиночки, семьи опустившихся алкоголиков, инвалиды. Отмечается также, что среди пострадавших от реформ, в основном, находятся представители групп рабочих, работавших на промышленных предприятиях, которые не смогли выжить в новых экономических условиях. В таком понимании новых бедных в России можно определить как группу активно работающих граждан, которые, несмотря на это, не могут себя обеспечить. При этом для нее характерно самосознание как среднего класса.
Экономический рост начала 2000-х годов сократил число людей, живущий за чертой бедности с 29 % в 2000 году до 14,4 % в 2007 году. В связи с этим более актуальными стали критерии относительной, а не абсолютной бедности. Однако в последнее время в связи с экономическими проблемами отмечается снижение уровня жизни как по объективным причинам, так по субъективным ощущениям. Поэтому термин новая бедность начинает использоваться в новом контексте. Например, отмечается, что бедность «помолодела»: «в группе малоимущих теперь 31 % составляют дети до шестнадцати лет — в 2007 году их было лишь 21 %». В 2000-х годах в условиях роста уровня жизни, изменения структуры потребностей многие внешне благополучные люди начали считать себя бедными. По данным опроса фонда "Общественное мнение" в 2010 году 39% россиян считало себя бедными, а 45% были уверены, что число бедных вокруг них растет.
В марте 2022 года Центр макроэкономического анализа и краткосрочного прогнозирования (ЦМАКП) объявил о рисках нарастания в России новой бедности. По прогнозам экономистов, в ближайшие 3 года уровень безработицы может вырасти до 7-8%. Доля населения с доходами ниже прожиточного минимума — 25 % (2022 г.). По состоянию на второй квартал 2023 года 10,8 % (15,7 млн чел.) населения России, жили за чертой бедности. По состоянию на второй квартал 2023 года человек считался живущим ниже границы бедности, если его(её) ежемесячный располагаемый доход был ниже 14 184 руб. ($146,60).

## В мире
В разных странах мира новую бедность связывают также с сокращением роли государства в социальной поддержке. Сокращение государственного участия усилилось после реформ 1980-х годов: Рейганомика в США, Тэтчеризм в Великобритании, экономический рационализм в Австралии и тому подобное.
Формирование системы социальной поддержки в мировой практике началось в середине XX века после Великой депрессии, которая сопровождалась огромной вынужденной безработицей и носила затяжной характер. Отправной точкой считается доклад Бевериджа 1942 года, в котором была сформулирована идея активного участия государства в формировании системы социальной защиты. Государство взяло на себя значительную часть рисков, связанных с потерей работы, трудоспособности и другими неблагоприятными жизненными обстоятельствами. Возникла активная политика занятости, нацеленная на помощь в поиске работы, переобучение и поддержку в период безработицы. Начиная с 1980-х годов, бремя экономических рисков начало вновь постепенно перекладываться на плечи граждан. В связи с этим возникли опасения, связанные со снижением уровня жизни в развитых странах. Термин «новая бедность» стал применяться к людям, которые оказались в проигрыше в результате наступивших новых экономических условий, то есть по причинам, от них не зависящих.
Возможный увеличение новой бедности также связывают с ростом продолжительности жизни. Люди выходят на пенсию, не располагая достаточными средствами для жизни. Снижается финансовая доступность, так как финансовый сектор сокращает количество услуг людям старшего возраста. Кроме того, люди в возрасте чаще подвержено финансовым рискам из-за снижения физических или когнитивных способностей. Они обладают меньшей финансовой грамотностью и чаще становятся жертвами финансовых мошенников.